# Gettenau
Gettenau ist ein Ortsteil der Gemeinde Echzell im hessischen Wetteraukreis. Das Dorf liegt südlich von Echzell in der Wetterau. Die Orte Echzell und Gettenau gehen ineinander über. Im Ort treffen sich die Landesstraßen 3188 und 3412. In Ortsnähe befindet sich ein Angelsee. 

## Geschichte

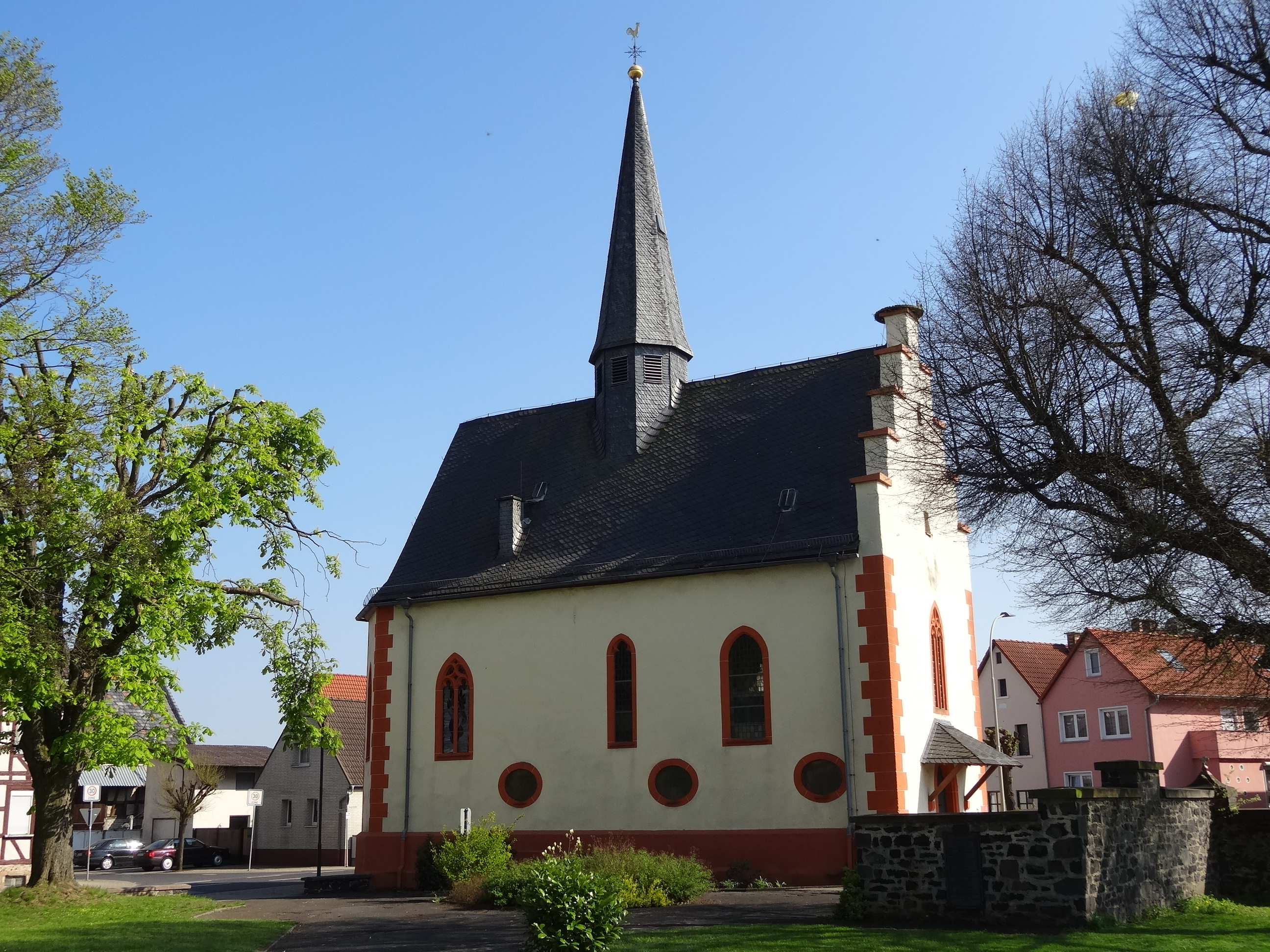
Evangelische Kirche Gettenau

Die älteste erhaltene Erwähnung von Gettenau findet sich in einer Urkunde von 1280 als Gettenowe. Der Schlussstein im Türbogen der evangelischen Kirche trägt die Inschrift „Cum deo 1485“. Sie wurde also 1485 vollendet.

Der Ort gehörte zum Amt Bingenheim. Die Ämter-Struktur wurde im Großherzogtum Hessen 1821 aufgelöst. 
 Die bisher von den Ämtern wahrgenommenen Aufgaben wurden Landräten (zuständig für die Verwaltung) und Landgerichten (zuständig für die Rechtsprechung) übertragen. Gettenau kam so zum Landratsbezirk Nidda und zum Landgericht Nidda. Die gerichtliche Zuständigkeit wechselte 1879 zum Amtsgericht Nidda.
Am 1. Juli 1971 fusionierte  die bis dahin selbständige Gemeinde Gettenau im Zuge der Gebietsreform in Hessen freiwillig mit der Gemeinde Echzell zur Großgemeinde Echzell. Als Sitz der Gemeindeverwaltung wurde der Ortsteil Echzell festgelegt. Ortsbezirke nach der Hessischen Gemeindeordnung wurden nicht errichtet.

## Bevölkerung
Einwohnerstruktur 2011
Nach den Erhebungen des Zensus 2011 lebten am Stichtag dem 9. Mai 2011 in Gettenau 651 Einwohner. Darunter waren 42 (6,4 %) Ausländer. Nach dem Lebensalter waren 165 Einwohner unter 18 Jahren, 402 zwischen 18 und 49, 225 zwischen 50 und 64 und 156 Einwohner waren älter. Die Einwohner lebten in 393 Haushalten. Davon waren 99 Singlehaushalte, 114 Paare ohne Kinder und 129 Paare mit Kindern, sowie 42 Alleinerziehende und 9 Wohngemeinschaften. In 66 Haushalten lebten ausschließlich Senioren und in 279 Haushaltungen lebten keine Senioren.
Einwohnerentwicklung
| Gettenau: Einwohnerzahlen von 1834 bis 2022 | Gettenau: Einwohnerzahlen von 1834 bis 2022 | Gettenau: Einwohnerzahlen von 1834 bis 2022 | Gettenau: Einwohnerzahlen von 1834 bis 2022 | Gettenau: Einwohnerzahlen von 1834 bis 2022 |
| --- | ------------------------------------------- | ------------------------------------------- | ------------------------------------------- | ------------------------------------------- |
| Jahr |                                             |                                             |                                             | Einwohner                                   |
| 1834 | 1834                                        |                                             | 498                                         | 498                                         |
| 1840 | 1840                                        |                                             | 491                                         | 491                                         |
| 1846 | 1846                                        |                                             | 484                                         | 484                                         |
| 1852 | 1852                                        |                                             | 480                                         | 480                                         |
| 1858 | 1858                                        |                                             | 498                                         | 498                                         |
| 1864 | 1864                                        |                                             | 523                                         | 523                                         |
| 1871 | 1871                                        |                                             | 541                                         | 541                                         |
| 1875 | 1875                                        |                                             | 547                                         | 547                                         |
| 1885 | 1885                                        |                                             | 507                                         | 507                                         |
| 1895 | 1895                                        |                                             | 524                                         | 524                                         |
| 1905 | 1905                                        |                                             | 534                                         | 534                                         |
| 1910 | 1910                                        |                                             | 534                                         | 534                                         |
| 1925 | 1925                                        |                                             | 591                                         | 591                                         |
| 1939 | 1939                                        |                                             | 568                                         | 568                                         |
| 1946 | 1946                                        |                                             | 885                                         | 885                                         |
| 1950 | 1950                                        |                                             | 893                                         | 893                                         |
| 1956 | 1956                                        |                                             | 885                                         | 885                                         |
| 1961 | 1961                                        |                                             | 799                                         | 799                                         |
| 1967 | 1967                                        |                                             | 751                                         | 751                                         |
| 1970 | 1970                                        |                                             | 759                                         | 759                                         |
| 1980 | 1980                                        |                                             | ?                                           | ?                                           |
| 1990 | 1990                                        |                                             | ?                                           | ?                                           |
| 2000 | 2000                                        |                                             | ?                                           | ?                                           |
| 2011 | 2011                                        |                                             | 951                                         | 951                                         |
| 2022 | 2022                                        |                                             | 996                                         | 996                                         |
| Datenquelle: Historisches Gemeindeverzeichnis für Hessen: Die Bevölkerung der Gemeinden 1834 bis 1967. Wiesbaden: Hessisches Statistisches Landesamt, 1968. Weitere Quellen: LAGIS; Zensus 2011; 2022 |                                             |                                             |                                             |                                             |

Historische Religionszugehörigkeit
| • 1961: | 641 evangelische (= 80,23 %), 137 katholische (= 17,15 %) Einwohner |

## Kulturdenkmäler
Für die Kulturdenkmäler des Ortes siehe die Liste der Kulturdenkmäler in Gettenau.

## Söhne und Töchter des Ortes
- Friedrich Karl Simon (1798–1881), deutscher Theologe und Politiker